# Emmy Internacional 2018
A 46.ª cerimônia de entrega dos International Emmys (ou Emmy Internacional 2018) aconteceu no New York Hilton Midtown na cidade de Nova York em 19 de novembro de 2018, e reconheceu a excelência de produções feitas exclusivamente para televisão fora dos Estados Unidos, e de conteúdo de língua não inglesa produzido para a TV estadunidense.
O produtor de televisão Greg Berlanti e a CEO da Endemol Shine, Sophie Turner Laing, foram escolhidos pela Academia Internacional para receber os prêmios Emmys Founders Award e o Directorate Award, respectivamente.

## Elegibilidade
As inscrições para a competição foram abertas em 7 de dezembro de 2017 e se encerraram em 16 de fevereiro de 2018.

## Votação
Existem três rodadas de julgamento. A primeira acontece na primavera; a rodada semi-final ocorre no verão - apresentada sempre por uma empresa membro; e as finais ocorrem em setembro. As nomeações são anunciadas em outubro. Quatro candidatos são selecionados em cada categoria e os vencedores são revelados na cerimônia de premiação do International Emmy Awards, realizada em novembro.
| Data           | País                              | Anfitrião                                  |
| -------------- | --------------------------------- | ------------------------------------------ |
| 15 de junho    | Alemanha, Berlim                  | FFP New Media                              |
| 15 de junho    | Alemanha, Berlim                  | Graf Filmproduktion                        |
| 15 de junho    | Alemanha, Berlim                  | Ziegler Film                               |
| 18 de junho    | Áustria, Viena                    | ORF Enterprise                             |
| 21 de junho    | Alemanha, Colônia                 | Broadview TV                               |
| 21 de junho    | Dinamarca, Copenhague             | Apple Tree Productions                     |
| 25 de junho    | França, Paris                     | Cyber Group Studios                        |
| 28 de junho    | Suíça, Zurique                    | Singular DTV                               |
| 29 de junho    | Japão, Tóquio                     | Fuji TV                                    |
| 4 de julho     | Itália, Roma                      | RAI                                        |
| 6 de julho     | China, Shanghai                   | Shanghai Croton Culture Media              |
| 11 de julho    | China, Hangzhou                   | Blue Sky Media                             |
| 12 de julho    | África do Sul, Cidade do Cabo     | Okuhle International                       |
| 18 de julho    | Rússia, Moscou                    | CTC Media                                  |
| 18 de julho    | Rússia, Moscou                    | Star Media                                 |
| 18 de julho    | Estados Unidos, Miami             | A&E Ole                                    |
| 24 de julho    | Estados Unidos, Los Angeles       | Story House Entertainment                  |
| 27 de julho    | Brasil, Rio de Janeiro            | TV Globo                                   |
| 30 de julho    | Brasil, Rio de Janeiro            | HBO Latin America Group                    |
| 13 de agosto   | Colômbia, Bogotá                  | Fox Latin American Channel                 |
| 14 de agosto   | Colômbia, Bogotá                  | NBCUniversal International Networks        |
| 17 de agosto   | Singapura, Singapura              | Active TV                                  |
| 18 de agosto   | Canadá, Quebec                    | ComediHa                                   |
| 21 de agosto   | Austrália, Melbourne              | Australia Children's Television Foundation |
| 22 de agosto   | Canadá, Montreal                  | Aetios                                     |
| 29 de agosto   | Japão, Tóquio                     | WOWOW                                      |
| 31 de agosto   | Japão, Tóquio                     | NHK                                        |
| 6 de setembro  | Hungria, Budapeste                | MTVA - Hungarian Public Service Media      |
| 8 de setembro  | Emirados Árabes Unidos, Abu Dhabi | Pyramedia                                  |
| 9 de setembro  | França, Biarritz                  | TV France International                    |
| 12 de setembro | Espanha, Madrid                   | Dopamine                                   |
| 14 de setembro | Portugal, Lisboa                  | TV Globo                                   |
| 14 de setembro | Portugal, Lisboa                  | Sonae                                      |

## Cerimônia
Os vencedores do Emmy Internacional foram anunciados pela Academia Internacional das Artes e Ciências Televisivas em 19 de novembro de 2018. Programas do Reino Unido, Alemanha, Espanha, Bélgica e Portugal levaram os principais prêmios na cerimônia realizada no New York Hilton Midtown apresentada pelo comediante Hari Kondabolu. Ao todo, os 11 prêmios foram para atores e programas de 10 países. 
O dinamarquês Lars Mikkelsen ganhou o prêmio de melhor ator por seu papel como padre Johannes em Ride Upon the Storm. A alemã Anna Schudt ganhou o prêmio de melhor atriz por interpretar a comediante Gaby Köster na comédia de humor negro Ein Schnupfen hätte auch gereicht.
O drama de espionagem espanhol La Casa de Papel ganhou como melhor série de dramática. A BBC ganhou o prêmio de melhor documentário por Goodbye Aleppo, bem como o prêmio de melhor telefilme/minissérie por Man in an Orange Shirt, estrelado por Vanessa Redgrave e escrito por Patrick Gale. 
O evento também contou com dois prêmios especiais. A presidente e CEO da Fox Television Group, Dana Walden, entregou o prêmio International Emmy Directorate Award a Sophie Turner Laing, CEO do Endemol Shine Group. E a estrela da série de TV Blindspot, Sullivan Stapleton e a produtora Julie Plec, apresentaram o International Emmy Founders Award ao roteirista, diretor e produtor Greg Berlanti.

### Apresentadores
O seguinte indivíduo foi escolhido para ser anfitrião da cerimônia:
- Hari Kondabolu

Os apresentadores escolhidos para entregar os prêmios:
| Apresentadores                       | Categoria                                              |
| ------------------------------------ | ------------------------------------------------------ |
| Erich Bergen                         | Melhor Programa Artístico                              |
| Mary Stuart Masterson e Ben McKenzie | Melhor Ator                                            |
| Connie Nielsen                       | Melhor Atriz                                           |
| Kev Adams                            | Melhor Comédia                                         |
| Mike Papantonio                      | Melhor Documentário                                    |
| Ben Sinclair e Nana Mensah           | Melhor Série de Curta Duração                          |
| Tony Shalhoub                        | Melhor Série Dramática                                 |
| John Wesley Shipp                    | Melhor Programa de Entretenimento sem Roteiro          |
| Steven Bauer e Suzana Pires          | Melhor Telenovela                                      |
| Dana Delany                          | Melhor Telefilme/Minissérie                            |
| Javicia Leslie                       | Melhor Programa no Horário Nobre em língua não-inglesa |
| Julie Plec e Sullivan Stapleton      | Emmy Founders Award                                    |
| Dana Walden                          | Emmy Directorate Award                                 |

## Vencedores
| Melhor Ator | Melhor Atriz |
| --- | --- |
| - Lars Mikkelsen em Ride Upon the Storm - () (DR/Arte/SAM le Français) - Tolga Sarıtaş em Söz - () (Tims&B Productions) - Júlio Andrade em 1 Contra Todos - () (Conspiração Filmes/Fox Brasil) - Billy Campbell em Cardinal - () (Sienna Films/Entertainment One) | - Anna Schudt em Ein Schnupfen hätte auch gereicht - () (Zeitsprung Pictures/RTL) - Thuso Mbedu em Is'Thunzi - () (Rapid Blue) - Emily Watson em Apple Tree Yard - () (Kudos) - Denise Weinberg em Psi - () (HBO Latin America/O2 Filmes)             |
| Melhor Telenovela | Melhor Série Dramática |
| - Ouro Verde - () (TVI/Plural Entertainment) - Cesur ve Güzel - () (Ay Yapım) - İstanbullu Gelin - () (O3 Medya / Global Agency) - Paquita la del Barrio - () (Sony Pictures TV/Imagen Televisión/Teleset)                                                        | - La casa de papel - () (Vancouver Media/Atresmedia Televisión) - Inside Edge - () (Amazon Studios) - 1 Contra Todos - () (Conspiração Filmes/Fox Networks Group) - Urban Myths - () (Happy Tramp Productions/Sky plc)                                |
| Melhor Filme para TV ou Minissérie | Melhor Programa Artístico |
| - Man in an Orange Shirt - () (Kudos) - Mais Forte que o Mundo - () (Globo/Black Maria/Paris Entretenimento) - Kurara: The Dazzling Life of Hokusai's Daughter - () (NHK) - Toter Winkel - () (Geissendoerfer Film & Fernsehproduktion/WDR)                       | - Etgar Keret: Based on a True Story - () (Baldr Film/NTR Television) - Dreaming of a Jewish Christmas - () (Riddle Films) - Palavras em Série - () (GNT/Hungry Man) - David Stratton's Story of Australian Cinema - () (Stranger Than Fiction Films) |
| Melhor Série de Comédia | Melhor Documentário |
| - Nebsu - () (Endemol Shine/'Gesher' Fund/Avi Chai Fund) - Workin' Moms - () (Wolf + Rabbit Entertainment) - Club de Cuervos - () (Alazraki Films/Netflix) - El fin de la comedia - () (Comedy Central España)                                                    | - Goodbye Aleppo - () (BBC Arabic) - Eu Sou Assim - () (GNT/TV Zero) - De Wereld van Puck - () (KURTA / EO Television) - Who I Am - () (WOWOW/Acrobat Film)                                                                                           |
| Melhor Série de Curta Duração | Melhor Programa de Entretenimento Sem Roteiro |
| - Una historia necesaria - () (Tridi Films/CNTV/Escuela de Cine de Chile) - L'Âge adulte - () (Productions Pixcom) - How to Buy a Baby - () (LoCo Motion Pictures) - The Sensible Life of Director Shin - () (Seventytwo Seconds)                                 | - Hoe Zal Ik Het Zeggen? - () (Shelter) - Masterchef Australia - () (Endemol Shine Australia) - The Mask Singer - () (Thai Broadcasting Company) - Top Chef Mexico - () (Sony Pictures Television/Cinemateli)                                         |
| Melhor Programa Não Anglófono do Horário Nobre | |
| - El Vato - () (Universo/Endemol Shine Boomdog) - El Señor de los Cielos - () (Telemundo/Argos Televisión) - Mariposa de barrio - () (Telemundo) - Sin senos sí hay paraíso - () (Telemundo/Fox Telecolombia)                                                     | |